# Новоданиловка (Ореховский район)
Новодани́ловка (укр. Новоданилівка) — село в Ореховском районе Запорожской области Украины. Является административным центром Новоданиловского сельсовета, в который не входят другие населённые пункты.

## Население
Население по переписи 2001 года составляло 1006 человек.
Население на 2023 год - 110 человек.

## Географическое положение
Село Новоданиловка находится на расстоянии в 1 км от города Орехов и в 1,5 км от села Малая Токмачка.
По селу протекает пересыхающая река Вербовая. Через село проходит автомобильная дорога Т-0803 и Т-0408.

## История
Село основано в 1879 году.

## Экономика
- «Им. Чапаева», КСП.
- «Данко», ООО.

## Объекты социальной сферы
- Школа I—II ст.
- Дом культуры.
- Фельдшерско-акушерский пункт.

## Достопримечательности
- В окрестностях села сохранились 20 курганов эпохи меди и бронзы (IV—III тысячелетия до н. э.).
- Братская могила советских воинов.